# قنسطنطين فاسيليو رشكانو
اللواء فاسيلي قنسطنطين فاسيليو رشكانو (بالرومانية: Vasile Constantin Vasiliu Rășcan) رجل عسكري روماني شارك في الحربين العالميتين الأولى والثانية كوا احتل العديد من المناصب العسكرية القيادية خلال فترة ما بين الحربين.

## الحرب العالمية الثانية
مع بداية الحرب العالمية الثانية شغل رشكانو منصب قائد الشرطة العسكرية حتى عام 1941، حيث عُين رئيسا لهيئة الإمداد العسكري بعدها أصبح قائدا لقوات المشاة في الفترة ما بين عامي 1941 و1942، ثم قائدا للفرقة الجبلية المختلطة عام 1942 وأخيرا قائدا للفرقة الجبلية الأولى عام 1943.
عارض سياسات يون أنتونيسكو ومن ثم عُزل من منصبه وأُحيل إلى قوات الاحتياط حتى عام 1944 عندما عُين قائدا للمنطقة الإقليمية الخامسة ومن خلال منصبه تمكن من عقد اجتماعات سرية مع ممثلين للتيارات الشيوعية والمناهضة للتواجد الألماني وبعض أعضاء القصر الملكي مما ساهم في نجاح الانقلاب العسكري بقيادة الملك ميخائيل الأول والذي حوّل توجه رومانيا نحو الحلفاء.
ومع نهاية الحرب العالمية الثانية تولى رشكانو منصب وزير الدفاع المدني في البلاد حتى عام 1946 عندما استولى الشيوعيون على مقاليد السلطة في رومانيا، بعدها تم إحالته إلى الاستيداع عام 1948.